# 出発進行

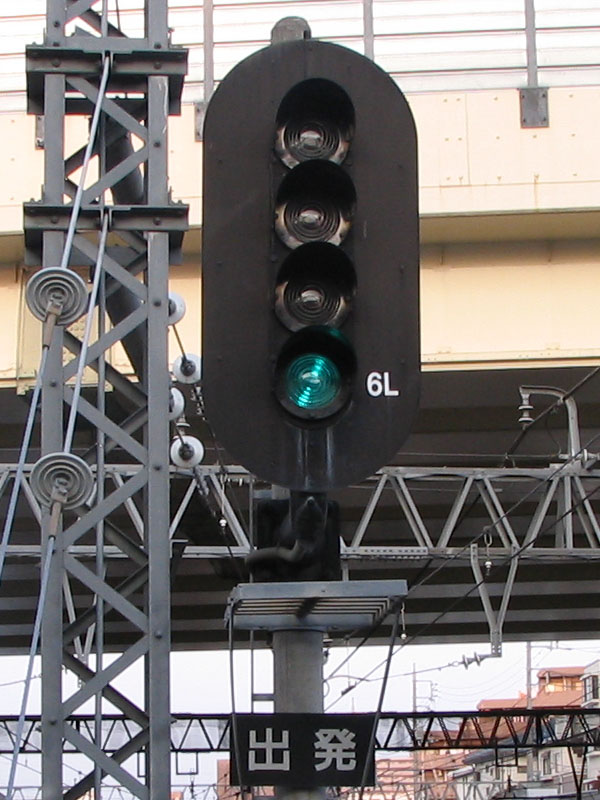
「進行」（緑）を現示する「出発信号機」。運転士はこれを確認して「出発進行」と喚呼する。

出発進行（しゅっぱつしんこう）とは、日本において列車の運転士が行う指差喚呼の一つである。

## 本来の意味
「出発進行」は、日本の鉄道信号のうちの「出発信号機」（停車場より、列車が出発することの可否を示す信号機のこと）が、「進行」（緑、この区間の許容最高速度でこの信号を通過してよい）を指し示していることを、運転士が確認した際に喚呼する言葉である。誤出発を防止する意味が込められている。
この信号機は、「進行」以外にも「高速進行」（緑色2つ点灯、130km/hを超える速度でこの信号を通過して良いの意味）や「減速」（緑と黄の2色、50km/h - 95km/h以下でこの信号を通過して良いの意味）や「注意」（黄、40km/h - 65km/h以下で通過してよい）、「警戒」（黄色2つ点灯、25 - 30km/h以下で通過してよい）を示す事があり、その際にはそれぞれ「出発減速」・「出発注意」・「出発警戒」と喚呼する。
なお、列車が停車場を通過する場合にもその「出発信号機」を確認するため、「出発進行」などと喚呼する事がある。また、一つの停車場に複数の出発信号機が設置されることがある。この場合は手前から「第一出発○○」・「第二出発○○」と喚呼する。
ちなみに、ATC導入路線では「出発進行」という言葉を使うことはなく、停車場からの発車の時には「（○○）発車」（○○は停車していた駅名）、あるいは信号の指定速度（例：「信号75」）を喚呼することが多い。

## 派生による用法
上記のように、「出発進行」には本来「その停車場の出発信号機が緑色（進行現示）であることを確認した」という意味しか含まれていない。出発は主語、進行は述語である。
しかし駅など停車場を発車するときに列車の運転士が喚呼することが多いものであるため、それを耳にした一般人が鉄道用語の「出発」や「進行」の意味を知らず、「出発進行」を「列車出発の際の合図」であると誤解したと推測できる事例が存在する。この場合、出発と進行は「似たような意味の言葉を重ねているもの」と解釈されている。
現在ではこの誤用がほぼ定着しており、物事を開始する、あるいは開始せよ、というような意味でしばしば用いられている。
このため、運転士が「出発進行」と言った後に出発しないこともしばしばあり、一般の乗客が混乱することもあるようである。
列車を走らせる時は「発車」もしくは「発車オーライ」である。

### 「出発進行」の語を用いた作品・番組
- 8時だョ!出発進行（TBSテレビ、1971年）
- クイズ列車出発進行（TBSテレビ、1979年-80年）
- ニューストレイン出発進行（東京12チャンネル、-1980年）
- ヤロメロジュニア出発進行!（ラジオたんぱ、1980-83年）
- 出発進行!うめじゅんです（ラジオ大阪、現行）
- 出発シンコー（漫画：チャーリーにしなか）
- ひかり!出発進行（漫画：水井麻紀子）